# María Mercedes
María Mercedes er en mexicansk tv-serie fra 1992. Hovedrollerne spilles af henholdsvis Thalía (María Mercedes Muñoz González de del Olmo) og Arturo Peniche (Jorge Luis del Olmo Morantes).